# 李尚恩 (歌手)
李尚恩（韓語：이상은，1970年3月12日—），另有藝名Tzsche（韓語：리채），本貫全州李氏，韓國女歌手，1988年參加MBC音樂節目《MBC江邊歌謠祭》以《塔嗒啲》（韓語：담다디）一曲取得冠軍，同年得到韓國金唱片獎新人獎。次年（1989年）推出專輯《Happy Birthday》正式出道。

## 生平
李尚恩畢業於漢陽大學，出道後在同一年（1989年）連續發行兩張唱片：《Happy Birthday》及《你一定會喜歡》，但突然在1990年停止音樂事業。
1990年初，李尚恩到了日本，後來到了美國，並於1991年入讀普瑞特藝術學院，該年發行的新專輯《緩慢的一天》成為她邁向創作歌手風格的轉接點。
1995年她發行的《公無渡河歌》被認為是韓國流行音樂史中最優秀的專輯之一，在2007年8月發布的韓國流行音樂100名（韓語：한국대중음악 100대 명반）位列第10名。
自1997年到2001年期間，李尚恩曾改用藝名「Lee-Tzsche」發行作品，期間出產多以英文作品為主。

## 音樂作品

### 專輯
| 專輯 # | 專輯資料                                                                       |
| ------ | ------------------------------------------------------------------------------ |
| 1st    | 首張專輯《Happy Birthday》 - 發行日期：1989年1月20日 - 語言：韓語              |
| 2nd    | 第二張專輯《你一定會喜歡》（） - 發行日期：1989年12月1日 - 語言：韓語          |
| 3rd    | 第三張專輯《《緩慢的一天》（） - 發行日期：1991年11月25日 - 語言：韓語         |
| 4th    | 第四張專輯《BEGIN》 - 發行日期：1992年6月1日 - 語言：韓語                      |
| 5th    | 第五張專輯《LEE SANG EUN》 - 發行日期：1993年 - 語言：韓語                     |
| 6th    | 第六張專輯《公無渡河歌》（공무도하가） - 發行日期：1995年7月26日 - 語言：韓語            |
| 7th    | 第七張專輯《寂寞安靜的商店》（） - 發行日期：1997年3月 - 語言：韓語            |
| 8th    | 第八張專輯《Lee-Tzsche》 - 發行日期：1997年12月10日 - 語言：英語               |
| 9th    | 第九張專輯《Asian Prescription》 - 發行日期：1999年5月14日 - 語言：英語、韓語  |
| 10th   | 第十張專輯《Endless Lay》 - 發行日期：2001年2月6日 - 語言：英語、韓語          |
| 11th   | 第十一張專輯《神秘體驗》（） - 發行日期：2003年5月14日 - 語言：韓語、英語      |
| 12th   | 第十二張專輯《Romantopia》 - 發行日期：2005年6月3日 - 語言：韓語               |
| 13th   | 第十三張專輯《The Third Place》 - 發行日期：2007年10月2日 - 語言：韓語、英語   |
| 14th   | 第十四張專輯《We Are Made Of Stardust》 - 發行日期：2010年3月16日 - 語言：韓語 |
| 15th   | 第十五張專輯《Lulu》 - 發行日期：2014年2月20日 - 語言：韓語                    |

### 迷你專輯
| 專輯 # | 專輯資料                                                    |
| ------ | ----------------------------------------------------------- |
| 1st    | 首張迷你專輯《fLoW》 - 發行日期：2019年10月2日 - 語言：韓語 |

## 外部連結
- 李尚恩官方网站 
- 李尚恩的Facebook專頁 
- 李尚恩的X（前Twitter） 
- 李尚恩 （页面存档备份，存于）在Daum cafe的頁面 
- http://www.mnet.com/special/view_news.asp?news_seq=6563[ ［傳奇100人］李尚恩，不受傳統束縛歌曲的人生（［레전드100人］ 이상은, 삶을 노래한 보헤미안，專題報導網頁）] （页面存档备份，存于）